# 398188 Agni
För andra betydelser, se Agni (olika betydelser).
398188 Agni eller 2010 LE15 är en jordnära asteroid som upptäcktes den 3 juni 2010 av WISE-teleskopet. Den är uppkallad efter eldguden Agni, i den indiska mytologin.
Asteroiden har en diameter på ungefär 0,4 kilometer och den tillhör Aten-gruppen